# جهارنا رحمن
جهارنا رحمن (من مواليد 28 يونيو 1959) كاتبة بنغلاديشية متخصصة في القصص القصيرة والروايات وقصص الرحلات والمقالات والواقعية وكتب الأطفال. حصلت على جائزة أكاديمية البنغال الأدبية وجائزة الأدب الفريد. اعتبارًا من عام 2021 كتبت ما مجموعه 60 كتابًا.

## الخلفية والوظيفة
ولدت جهارنا رحمن في 28 يونيو 1959 في داكا في شرق باكستان آنذاك. أبواها مفضل حسين ورحيمة بيجوم. وهي عضو هيئة تدريس في كلية بير شريشتا نور محمد العامة.